# Tipula (Platytipula) angustiligula angustiligula
Tipula (Platytipula) angustiligula angustiligula is een ondersoort van de tweevleugelige Tipula (Platytipula) angustiligula uit de familie langpootmuggen (Tipulidae). De ondersoort komt voor in het Palearctisch gebied.